# Sayguidmagomed Shakhrudinov
Sayguidmagomed Shakhrudinov, né le 9 février 1985 au Daghestan, est un karatéka russe qui a remporté une médaille de bronze en kumite individuel masculin moins de 70 kilos aux championnats du monde de karaté 2004 puis aux Jeux mondiaux 2005 dans la même épreuve.

## Résultats
| Résultat           | Date          | Épreuve                 | Catégorie | Compétition                                  | Ville hôte              |
| ------------------ | ------------- | ----------------------- | --------- | -------------------------------------------- | ----------------------- |
| Médaille d'argent  | Février 2001  | Kata individuel - 60 kg | Cadets    | Championnats d'Europe juniors et cadets 2001 | Nicosie, à Chypre       |
| Médaille de bronze | Novembre 2004 | Kata individuel - 70 kg | Seniors   | Championnats du monde 2004                   | Monterrey, au Mexique   |
| Médaille de bronze | Juillet 2005  | Kata individuel - 70 kg | Seniors   | Jeux mondiaux 2005                           | Duisbourg, en Allemagne |